# Larissa Behrendt
Larissa Yasmin Behrendt, née en 1969, est une universitaire, écrivaine, cinéaste et défenseure des droits des autochtones australienne.
Elle est professeure de droit et directrice de la recherche et des programmes académiques à l'Institut Jumbunna pour l'éducation et la recherche autochtones de l'Université de technologie de Sydney et titulaire de la chaire inaugurale de recherche autochtone.
Elle est la première aborigène australienne à devenir diplômée de l'Université de Havard en droit. 

## Biographie

### Enfance et formation
Behrendt nait à Cooma, en Nouvelle-Galles du Sud, en 1969. Elle est de descendance Eualeyai (en) / Kamillaroi du côté de son père. Sa mère, qui n’est pas autochtone, travaille dans le renseignement naval, tandis que son père est contrôleur aérien, puis universitaire en études autochtones. Il crée le Centre de recherche et de ressources aborigènes à l'Université de Nouvelle-Galles du Sud, à Sydney, en 1988, à peu près au moment où Behrendt commence à y étudier.
Après avoir étudié au lycée Kirrawee Behrendt obtient un bachelor of Laws et une maîtrise dans le même domaine à l'Université de Nouvelle-Galles du Sud en 1992.

### Carrière
En 1992, elle est autorisée à exercer en tant qu’avocate par la Cour suprême de Nouvelle-Galles du Sud (en). Après avoir travaillé dans le domaine du droit de la famille et de l'aide juridique, elle se rend aux États-Unis grâce à une bourse et elle décroche une maîtrise en droit à la Harvard Law School en 1994 et un doctorat en sciences juridiques (en) de la même institution en 1998. Behrendt est la première aborigène australienne à obtenir un diplôme de la faculté de droit de Harvard.
Elle obtient un diplôme d'études supérieures en scénarisation (2012), diplôme d'études supérieures en documentaire (2013) à l'Australian Film, Television and Radio School (en) (AFTRS) et est diplômée de l'Australian Institute of Company Directors (en).

## Carrière

### Juridique et académique
Après avoir obtenu son diplôme de la faculté de droit de Harvard au milieu des années 1990, Behrendt travaille au Canada pendant un an avec diverses organisations des Premières Nations. En 1999, elle  travaille avec l’Assemblée des Premières Nations à l’élaboration d’une politique d’égalité des sexes et elle représente l’Assemblée aux Nations Unies. La même année, elle réalise une étude pour le peuple Slavey comparant l'évolution des titres fonciers autochtones en Australie, au Canada et en Nouvelle-Zélande,.
Behrendt retourne en Australie pour son postdoctorat à l'Université nationale australienne, puis à l'Université de technologie de Sydney (UTS) en 2000. La même année, elle est admise à exercer en tant qu'avocate par la Cour suprême du Territoire de la capitale australienne (en). Behrendt est une républicaine opposée à l'institution de la monarchie en Australie.
Behrendt est impliquée dans plusieurs affaires pro bono impliquant le traitement défavorable des peuples autochtones dans le système de justice pénale, notamment en tant qu'avocate junior dans l'affaire Campbell v Director of Public Prosecutions en 2008 devant la  Cour suprême de la Nouvelle-Galles du Sud (en) Elle travaillé au sein du système pénitentiaire de Nouvelle-Galles du Sud entre 2003 et 2012 en tant que présidente suppléante du Conseil de révision des délinquants graves. Elle occupe aussi les postes de juge au Tribunal des décisions administratives (Division de l'égalité des chances) et de commissaire foncière au Tribunal foncier et environnemental,.
En 2022, elle est professeure de droit et directrice de la recherche et des programmes académiques au Jumbunna Institute for Indigenous Education and Research et elle détient la chaire inaugurale en recherche autochtone.

### Autres travaux

#### Dans l’éducation et la communauté
Behrendt est engagée sur les questions liées à l’éducation autochtone, notamment l’alphabétisation. En 2002, elle est co-récipiendaire du premier prix national d'enseignement Neville Bonner. Elle siège au conseil d'administration du Tranby Aboriginal College (en) à Glebe, Sydney et est ambassadrice du campus Gawura (une école primaire autochtone) de la St Andrew's Cathedral School depuis au moins 2012,. Elle est l'une des fondatrices de la Sydney Story Factory (en) en 2012, qui met en place un programme d'alphabétisation à Redfern,.
En avril 2011, Behrendt est nommée présidente du Comité d'Examen de l’accès et des résultats de l’enseignement supérieur pour les aborigènes et les insulaires du détroit de Torres pour le gouvernement fédéral. Le Comité est chargé de fournir une feuille de route pour l'éducation universitaire autochtone et rend un rapport en septembre 2012. Il est plébiscité pour l'accent qu'il met sur des objectifs de parité atteignables et la réaffectation des ressources existantes pour soutenir des résultats significatifs tels que « la promotion d'une « classe professionnelle » de diplômés autochtones ». En publiant le rapport le 14 septembre 2012, le sénateur Chris Evans, ministre de l’Enseignement supérieur, accepte toutes ses recommandations.
De 2009 à 2012, elle copréside le comité consultatif des aborigènes et des insulaires du détroit de Torres de la ville de Sydney.

#### Dans les arts
Behrendt a joué un rôle actif dans la création et le soutien d'organisations et d'initiatives artistiques et elle défend un financement accru pour les arts. Elle est la première présidente de National Indigenous Television (en) (NITV), le premier réseau de télévision australien consacré à la programmation autochtone de 2006 à 2009.
En 2008, elle est nommée au conseil d'administration du Bangarra Dance Theatre (en) et en reste présidente de 2010 à 2014. Elle est nommée au conseil d'administration des musées et galeries de Nouvelle-Galles du Sud en 2012,.
Behrendt siége au conseil d'administration du Sydney Writers' Festival depuis 2015, au conseil d'administration du Museum of Contemporary Art Australia, où elle présidé leur comité consultatif autochtone (2007-2012).
Elle est membre du conseil d'administration de l'Australian Major Performing Arts Group (AMPAG) de 2013 à 2014, juge de non-fiction aux New South Wales Premier's Literary Awards (en)(2013-2014) et membre du panel Major Performing Arts du Conseil australien depuis 2015.

#### Écrivaine
Behrendt a beaucoup écrit sur les questions juridiques et de justice sociale autochtone. Ses ouvrages comprennent Aboriginal Dispute Resolution (1995) et Achieving Social Justice (2003). En 2005, elle co-écrit le livre Treaty.
Behrendt a également écrit trois œuvres de fiction, dont un roman, Home qui a remporté le Queensland Premier's Literary Awards, le David Unaipon Award en 2002 et le Commonwealth Writers Prize du meilleur premier roman dans la région de l'Asie du Sud-Est/Pacifique Sud en 2005. Son deuxième roman, Legacy a remporté le Victorian Premier's Literary Award pour le prix de l'écriture autochtone (2010).
En 2012, Behrendt publie L'Australie autochtone pour les nuls.

#### Film
Behrendt a écrit, réalisé et/ou produit un certain nombre de films documentaires depuis 2013, notamment Innocence Betrayed (2013, scénariste), In My Blood It Runs (en) (2019, producteur) et Maralinga Tjarutja (2020, scénariste), ce dernier sur les essais nucléaires britanniques à Maralinga en Australie du Sud. Elle  est consultante autochtone pour la mini-série documentaire télévisée Australia: The Story of Us en 2015, Who Do You Think You Are ? (en) (2018–2019) et d'autres projets.
En 2016, Behrendt (en tant que réalisatrice), Michaela Perske (scénariste et productrice) et ont reçu le financement de l'Indigenous Feature Documentary Initiative du Festival du film d'Adélaïde en collaboration avec Screen Australia et KOJO pour travailler sur leur projet de long métrage documentaire, After the Apology (en), et le 9 octobre 2017, AFF a organisé la première mondiale du film qui en a résulté. Le film analyse l'augmentation du nombre d'enfants autochtones enlevés dans les années qui ont suivi les excuses de Kevin Rudd aux peuples autochtones d'Australie. Il remporte le prix de la meilleure réalisation d'un long métrage documentaire de l'Australian Directors Guild en 2018 est nommé dans trois catégories aux AACTA Awards 2018, dont celle de la meilleure réalisation dans une télévision non fictionnelle,.
Behrendt a réalisé Maralinga Tjarutja un documentaire télévisé de mai 2020 réalisé par Blackfella Films (en) pour ABC Television (en), qui raconte l'histoire du peuple de Maralinga, en Australie-Méridionale, depuis les essais nucléaires britanniques des années 1950 à Maralinga. Le documentaire est délibérément diffusé au même moment que la série dramatique Operation Buffalo (en), afin de donner la parole aux peuples autochtones de la région et de montrer comment les essais ont perturbé leur vie,.Screenhub lui a attribué 4,5 étoiles, le qualifiant d'« excellent documentaire ». Le film montre la résilience du peuple Maralinga Tjarutja et comment il a continué à se battre pour son droit à prendre soin des terres contaminées (en).
En 2020, Behrendt travaille comme scénariste pour la saison 2 de Total Control (série télévisée) et comme scénariste/réalisatrice sur un film documentaire intitulé The Fight Together.
En 2021, Behrendt sort le documentaire Araatika: Rise Up!.
Behrendt sort le documentaire One Mind, One Heart en 2024, qui suit les longues campagnes politiques visant à préserver la culture et à maintenir droits fonciers des aborigènes (en), à travers l'histoire des pétitions de Yirrkala Bark (en).

#### Radio
Behrendt présente l'émission de radio Speaking Out, qui traite de « la politique, des arts et de la culture à partir d'un éventail de perspectives autochtones ». L'émission est diffusée sur ABC Radio National le vendredi à 12h (midi) et sur ABC Local Radio (en) le dimanche à 21h.

## Eatock contre Bolt
Les commentaires faits par Behrendt sur Twitter qui semblaient dénigrer Bess Price, membre de l'Assemblée législative du Territoire du Nord, ministre du Territoire et aînée aborigène, ont suscité une controverse malgré l'insistance persistante de Behrendt sur le fait que le tweet avait été sorti de son contexte,. Elle soutient qu'elle ne faisait pas référence à Price, mais au ton acrimonieux d'un débat dans l'émission télévisée Q+A. Behrendt avait répondu à un commentaire sur Twitter qui avait exprimé son indignation face au soutien de Price à l'intervention du Territoire du Nord (en), en écrivant « J'ai regardé une émission où un gars avait des relations sexuelles avec un cheval et je suis sûr que c'était moins offensant que Bess Price », faisant référence à la série télévisée Deadwood. Behrendt s'est excusée publiquement et en privé auprès de Price, qui n'a pas officiellement accepté ses excuses,. Behrendt a déclaré que ce commentaire désinvolte avait fait d'elle la cible d'une campagne de diffamation avec le soutien de plusieurs commentateurs, notamment Robert Manne (en),. L'Australian a publié 15 articles sur Behrendt dans les deux semaines suivant le tweet.
Le dénigrement de Behrendt est ensuite caractérisé comme une réponse coordonnée à une affaire judiciaire dans laquelle elle et huit autres personnes sont simultanément impliquées contre News Corp, connue sous le nom d'Eatock v Bolt (en). Le chroniqueur du Herald Sun, Andrew Bolt (en), avait utilisé le nom de Behrendt dans deux articles sur les aborigènes « politiques ». Bolt a affirmé que Behrendt et d'autres aborigènes à la peau claire revendiquaient leur identité aborigène pour faire avancer leur carrière. La Cour fédérale (en) a jugé que les articles étaient provocateurs, offensants et contrevenaient à la Loi sur la discrimination raciale (en).

## Reconnaissance
- En 1993, Behrendt est lauréate de la bourse de la Fondation Lionel Murphy[54].
- En 2002, elle est co-récipiendaire du premier prix national d'enseignement Neville Bonner[11].
- Prix David Unaipon 2002 aux Queensland Premier's Literary Awards pour son œuvre de fiction Home[3].
- En 2004, elle a remporté le prix de la meilleure œuvre littéraire dans le cadre du concours Deadlys Awards 2004[55].
- Prix des écrivains du Commonwealth (en) 2005 – Meilleur premier roman (Asie/Pacifique)[3].
- En 2009, Behrendt a été nommé Personnalité nationale NAIDOC de l'année[56].
- Prix littéraire du Premier ministre de Victoria 2009, Prix d'écriture autochtone pour Legacy.
- En 2011, elle a été nommée Australienne de l'année en Nouvelle-Galles du Sud[57]
- Prix autochtone AW Myer 2012 de l'AFTRS[35],[36].
- Prix 2018 de l'Australian Directors Guild pour la meilleure réalisation d'un long métrage documentaire pour After the Apology[3].
- Lors des honneurs de la Journée de l'Australie 2020, Behrendt a été nommée officier de la division générale de l'Ordre d'Australie (AO), pour son « service distingué à l'éducation et à la recherche autochtones, au droit et aux arts visuels et du spectacle »[58].
- Lors des Human Rights Awards 2021 (Australie), elle a remporté la médaille des droits de l'homme[59].
- 2023, nommé membre de l'Académie australienne des sciences humaines (en)[60].

## Vie personnelle
Behrendt a épousé l'artiste américain Kris Faller en 1997 alors qu'elle était à Harvard. Ils se sont séparés à l'amiable en 2001 et ont ensuite divorcé.
Elle a entretenu une relation à long terme avec Geoff Scott, un haut fonctionnaire autochtone, ancien PDG de la Commission des aborigènes et des insulaires du détroit de Torres et PDG du NSW Aboriginal Land Council.
En 2009, Behrendt a commencé une relation avec Michael Lavarch (en), ancien procureur général d'Australie (en) ; ils se sont mariés en 2011.

### Romans
- Home, St Lucia, Qld, University of Queensland Press, 2004.
- Legacy, University of Queensland Press, St Lucia, QLD, 2009,  (ISBN 9780702237331).
- After Story, University of Queensland Press, St Lucia, QLD, 2021,  (ISBN 9780702263316)[63].

### Nouvelles
- L'espace entre nous, dans Behrendt et al., 10 nouvelles à lire absolument en 2011, Australia Council for the Arts, Australie, 2011, (ISBN 9780733628481), Chapitre 3 : p. 47–67

### Fiction pour enfants
- Carrefour, Oxford University Press, South Melbourne, VIC, 2011,  (ISBN 9780195572483)

### Non-fiction
- Aboriginal Dispute Resolution: A Step Towards Self-determination and Community Autonomy, Federation Press, 1995 (ISBN 9781862871786, lire en ligne).
- (en) Achieving social justice: indigenous rights and Australia's future, Federation Press, 2003 (ISBN 978-1-86287-450-3).
- (en) Resolving Aboriginal disputes: land conflict and beyond, The Federation Press, 2008 (ISBN 978-1-86287-707-8).
- (en) Indigenous Australia for dummies, For Dummies, a branded imprint of Wiley, coll. « For dummies », 2012 (ISBN 978-1-74216-963-7).
- (en) Larissa National Film and Sound Archive (Australia), Rabbit-proof fence, Currency Press ; National Film & Sound Archive, coll. « Australian screen classics », 2012 (ISBN 978-0-86819-910-8, OCLC 809955518, lire en ligne).
- (en) Finding Eliza: power and colonial storytelling, University of Queensland Press, 2016 (ISBN 978-0-7022-5390-4, 978-0-7022-5630-1 et 978-0-7022-5631-8).